# Марк Сингер
Марк Сингер (енгл. Marc Singer) је канадски глумац, рођен 29. јануара 1948. године у Ванкуверу (Канада). Његова рођена сестра Лори Сингер је такође глумица.